# Diecéze Viterbo
Diecéze viterbská (latinsky Dioecesis Viterbiensis) je římskokatolická diecéze v Itálii, která je součástí Církevní oblasti Lazio a je bezprostředně podřízena Sv. Stolci. Je s ní spojen opatský titul San Martino al Cimino. Katedrálou je bazilika sv. Vavřince ve Viterbu. Jejím diecézním biskupem je aktuálně Orazio Francesco Piazza.